# Дональд Інсолл
Сер Дональд Вільям Інсолл (народився 7 лютого 1926) — британський архітектор, природоохоронець і письменник, якого називають «одним із провідних архітекторів збереження свого покоління». Він є засновником консалтингової практики з питань архітектури Donald Insall Associates.
Інсолл народився 7 лютого 1926 року в Брістолі, де він відвідував Брістольську гімназію. Він служив у Колдстрімській гвардії під час Другої світової війни і отримав кваліфікацію з архітектури в Школі архітектури Королівської академії Західної Англії, яка нині є частиною Брістольського університету. Потім він навчався в Королівській академії та Школі планування.
1995 року Інсалла призначили командором Ордена Британської імперії (CBE) за заслуги в охороні природи.[1] Згодом призначений Лицарем-бакалавром у 2010 році на честь Дня народження Королеви.
На знак визнання його роботи зі збереження архітектури в Честері, Інсолл отримав почесну відзнаку міста Честер у 1999 році. Він також отримав Медаль Пошани Europa Nostra.
Інсоллу надано почесні ступені доктора права Брістольського університету в 2004 році та доктора архітектури Честерського університету в 2012 році.